# Rekszyn
Rekszyn (ukr. Рекшин) – wieś na Ukrainie w rejonie tarnopolskim (do 2020 w rejonie brzeżańskim) należącym do obwodu tarnopolskiego.
W II Rzeczypospolitej miejscowość w powiecie brzeżańskim województwa tarnopolskiego.
W latach 1944–1945 nacjonaliści ukraińscy z OUN-UPA zamordowali we wsi 9 Polaków oraz Ukraińca i Rosjanina.
.